# The Little Hours
The Little Hours (titulada En Pecado en España y Lujuria en el convento en Hispanoamérica) es una película estadounidense de comedia medieval, escrita y dirigida por Jeff Baena. Se basa libremente en el primer y segundo cuentos del tercer día del Decamerón, una colección de 100 cuentos de Giovanni Boccaccio. Está protagonizada por un reparto coral, con Alison Brie, Dave Franco, Kate Micucci, Aubrey Plaza, John C. Reilly y Molly Shannon.
Ambientada en la época medieval, la película se narra en un estilo anacrónico, con diálogo y comportamiento contemporáneos. La trama sigue conjuntamente las vidas de tres monjas en un convento ubicado en el campo que se encuentran con un joven jardinero que se hace pasar por un sordomudo. La película tuvo su estreno mundial en el Festival de Cine de Sundance el 19 de enero de 2017 y se estrenó el 30 de junio de 2017, a través de Gunpowder & Sky.[cita requerida]

## Reparto
- Alison Brie como la hermana Alessandra.
- Dave Franco como Massetto.
- Kate Micucci como la hermana Ginevra.
- Aubrey Plaza como la hermana Fernanda.
- John C. Reilly como el padre Tommasso.
- Molly Shannon como Madre Marea.
- Fred Armisen como el obispo Bartolomeo.
- Jemima Kirke como Marta.
- Lauren Weedman como Francesca.
- Nick Offerman como Lord Bruno.
- Paul Reiser como Ilario.
- Adam Pally como guardia Paolo.
- Paul Weitz como Lurco.
- Jon Gabrus como guardia Gregorio.

## Producción
En abril de 2016, se reveló que Jeff Baena había escrito y dirigido una película protagonizada por Alison Brie, Dave Franco, Kate Micucci, Aubrey Plaza, John C. Reilly, Molly Shannon, Fred Armisen, Jon Gabrus, Jemima Kirke, Nick Offerman, Adam Pally, Paul Reiser, Lauren Weedman y Paul Weitz. También se reveló que Liz Destro de Destro Films estaría produciendo la película, con StarStream Media y el ejecutivo de Bow and Arrow Entertainment produciendo junto con Productivity Media; también Exhibit Entertainment y Foton Pictures son productores ejecutivos. Dan Romer compuso la banda sonora de la película. El guion se basa en el primer y segundo cuentos del tercer día en Decamerón, una colección de novelas de Giovanni Boccaccio; sin embargo, el diálogo de los actores fue improvisado. Los sets son precisos para el período medieval, pero el comportamiento y el lenguaje son contemporáneos. Los lugares de rodaje incluyeron ciudades en la provincia toscana de Lucca: Castiglione di Garfagnana, Castelnuovo di Garfagnana, Pieve Fosciana y Camporgiana. La escena del castillo fue filmada en Fosdinovo, provincia de Massa Carrara.

## Estreno
La película tuvo su estreno mundial en el Festival de Cine de Sundance el 19 de enero de 2017. Poco después, Gunpowder & Sky adquirió los derechos de distribución de la película. Fue estrenada el 30 de junio de 2017.

## Recepción
The Little Hours recibió reseñas positivas de parte de la crítica y mixtas de la audiencia. En el sitio web especializado Rotten Tomatoes, la película posee una aprobación de 78%, basada en 128 reseñas, con una calificación de 6.5/10 y con un consenso crítico que dice: "The Little Hours obtiene un montón de ridiculez de su dotado reparto, anclando sus risas en una comedia de época con un subtexto sorprendentemente oportuno". De parte de la audiencia tiene una aprobación de 49%, basada en 6680 votos, con una calificación de 3.1/5.
El sitio web Metacritic le dio a la película una puntuación de 69 de 100, basada en 29 reseñas, indicando "reseñas generalmente favorables". En el sitio IMDb los usuarios le asignaron una calificación de 5.8/10, sobre la base de 23 340 votos. En la página web FilmAffinity la cinta tiene una calificación de 5.0/10, basada en 956 votos.